# Pimelodella pectinifer
Pimelodella pectinifer är en fiskart som beskrevs av Eigenmann och Eigenmann, 1888. Pimelodella pectinifer ingår i släktet Pimelodella och familjen Heptapteridae. Inga underarter finns listade i Catalogue of Life.